# CHD3
CHD3 (от англ. Chromodomain-Helicase-DNA-binding protein 3) — фермент, кодируемый у человека геном CHD3.
Этот ген кодирует члена CHD семейства белков, которые характеризуются наличием хромодоменов (организация модификатора хроматина) и SNF2-связанных хеликазных/АТФазных доменов. Этот белок является одним из компонентов комплекса гистондеацетилаз, называемого Mi-2/NuRD комплексом, который участвует в ремоделировании хроматина при деацетилировании гистонов. Ремоделирование хроматина имеет важное значение для многих процессов, включая транскрипцию. Аутоантитела против этого белка содержатся в подгруппе пациентов с дерматомиозитом. Существуют три альтернативных варианта транскриптов сплайсинга, кодирующих различные изоформы.

## Взаимодействия
CHD3, как было выявлено, взаимодействует с HDAC1, гистондезацетилаза 2 и SERBP1.